# Mazzinianesimo

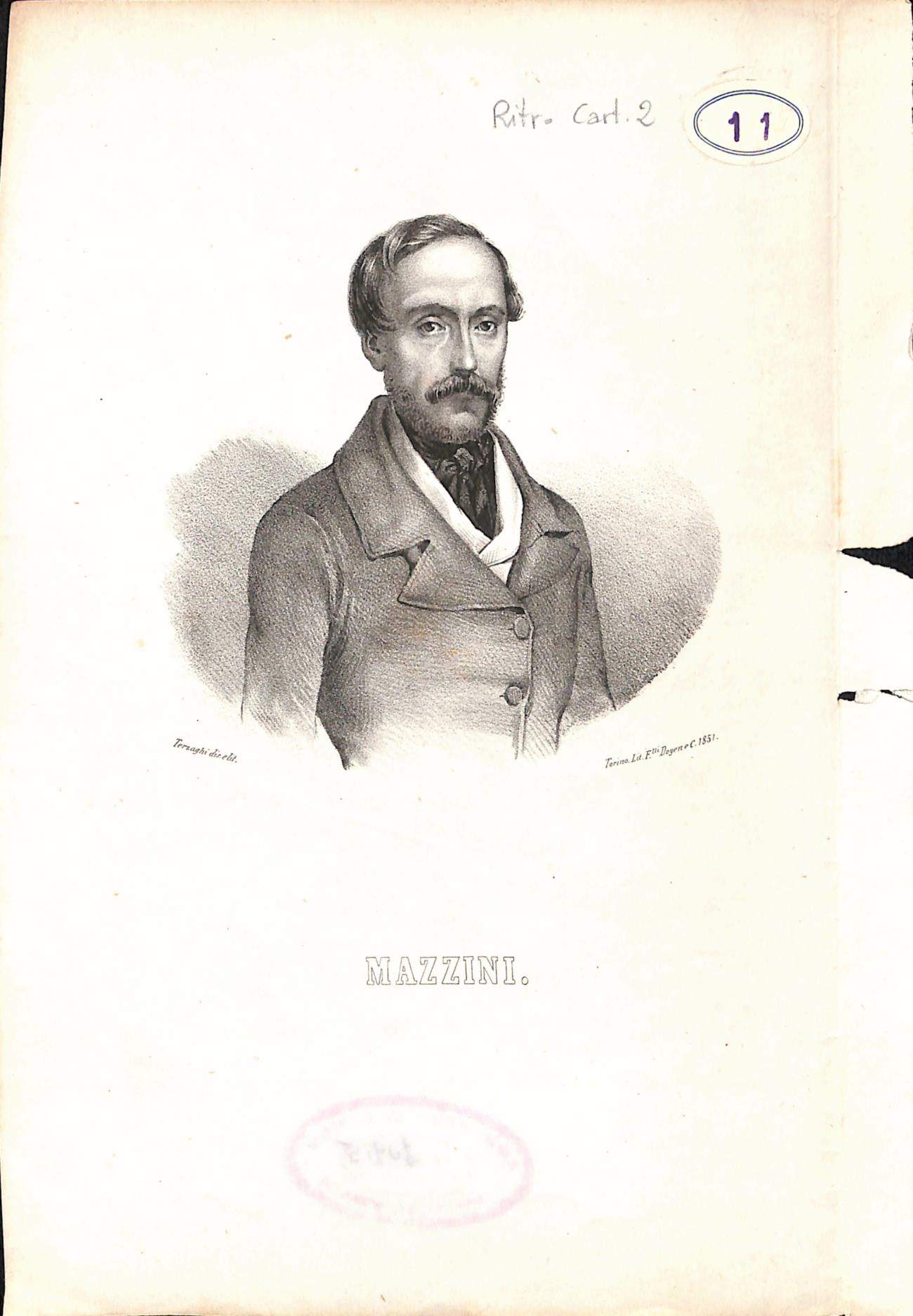
Giuseppe Mazzini

Il mazzinianesimo è una corrente di pensiero che appoggia le idee politiche di Giuseppe Mazzini, patriota, politico e filosofo italiano.
Alla base vi è l'idea che la liberazione dell'Italia potesse avvenire solo attraverso la costituzione di uno Stato repubblicano unitario e che artefice del riscatto nazionale potesse essere solo il popolo animato da una profonda fede religiosa, intesa come una sorta di religione laica della patria. Per Mazzini la vera repubblica è il luogo dove la libertà e la giustizia si sarebbero realizzate per tutto il popolo.

## Ideologia
Si ritiene che il grande merito storico di questo movimento, tutto sorretto e animato dalla grande personalità del suo fondatore, stia nel fatto di avere contribuito in modo determinante alla diffusione dell'idea di nazione negli Stati liberali e progressisti. L'idea di libertà si congiunge nel pensiero di Mazzini indissolubilmente all'idea di patria. Come afferma lo storico Rosario Romeo:
(Rassegna sovietica: Quaderni, 1965, Associazione italiana per i rapporti culturali con l'Unione Sovietica, pag. 117)
Il mazzinianesimo, però, non va considerato un semplice movimento irredentista o nazionalista. Mazzini fa propria l'idea di nazione, ma auspica la convivenza pacifica fra i vari popoli. Egli, infatti, nel famoso trittico della rivoluzione francese, alla Libertà ed all'Uguaglianza, affianca a volte l'Associazione, altre l'Umanità.
Il termine Fratellanza era di chiara origine cristiana ed il Mazzini, pur apprezzandone il valore "comunitario", preferì sostituirlo con termini che oggi definiremmo più laici. Parlare di Umanità e Associazione permetteva al Mazzini di contrastare la lotta di classe tipica del marxismo. Infatti, il movimento comunista, anche se agli inizi si inserì tra le dottrine "democratiche", fu subito visto dal Mazzini come "escludente", come il tentativo di una parte (il proletariato) di prevalere su un'altra (la borghesia).
Circa i rapporti con la religione, Mazzini riteneva inaccettabile l'ateismo; considerava il popolo immagine di Dio sulla terra e riconduceva la definizione dei doveri dell'uomo alla Legge di Dio. Profondamente spiritualista, contestava ai comunisti il tentativo di cancellare dal cuore e dalla mente degli uomini non solo l'elemento trascendente, divino, ma anche il semplice senso del dovere. Secondo il genovese, infatti, il Popolo non può progredire, non soltanto se non vive in piena libertà, ma anche se non fa proprio il senso del dovere. Pur non considerando ideale il modello statunitense, anzi, accusandolo di accentuare l'individualismo e l'egoismo sociale, Mazzini apprezzava dello stesso la separazione Stato-Chiesa, accompagnata, però, da un forte senso civico-religioso e dal pieno rispetto delle libertà di opinione, comprese quelle religiose.
I mazziniani o repubblicani si possono, quindi, a pieno titolo definire interclassisti in campo sociale e liberali in materia di diritti umani.

## Evoluzione storica
Gli ideali mazziniani connotarono fortemente il primo Risorgimento, sospinti anche dallo spirito romantico di quel periodo, ma dopo il fallimento dei moti del 1848 fu loro attribuita, al di là della carica filosofica e dottrinale, una certa scarsità di visione realistica e di progettualità politica, qualità nelle quali sembrarono meglio versati D'Azeglio e Cavour.
Richiami al mazzinianesimo torneranno durante l'epoca fascista, in particolare nel filosofo Giovanni Gentile, che ne elogiava lo spiritualismo, vedendo nel senso mazziniano del dovere, con una certa forzatura, un'anticipazione del concetto di Stato etico. Critiche al mazzinianesimo furono invece rivolte da Benedetto Croce che giudicava vaghi e poco concreti, seppur ispirati, i suoi propositi.
Nell'ambito dello stesso fascismo vi furono posizioni controverse, da parte dei sostenitori della monarchia sabauda rispetto a quelli che rivendicavano il valore di un Risorgimento popolare.
Quest'ultimi confluiranno nel fascismo repubblicano, che assumeva una posizione antimonarchica e socialista nazionale nell'indirizzo politico fascista terminale, espresso nel programma della Repubblica Sociale Italiana. Sulle banconote della RSI comparivano figure del Risorgimento repubblicano quali, tra le altre, gli stessi Mazzini e Mameli.
Gruppi di partigiani, come le Brigate Giustizia e Libertà e le Brigate Mazzini, tenevano nel mazzinianesimo il proprio riferimento ideologico e rappresentarono una componente numericamente e militarmente significativa nella lotta di Resistenza.
Nella storia d'Italia a partire dal secondo dopoguerra, l'ideologia mazziniana è da annoverarsi tra quelle che ispirarono la Costituzione repubblicana del 1948. Diverse formazioni politiche hanno dichiarato di richiamarsi all'eredità mazziniana, a partire dal Partito d'Azione, che già nel nome si richiamava a quello mazziniano ottocentesco, il Partito Repubblicano Italiano e, negli anni duemila, il Movimento Repubblicani Europei.
In ambito politico-filosofico, Gaetano Salvemini si considerava erede di Mazzini, pur deprecandone gli aspetti più teocratici e conservatori, mentre Augusto del Noce lo considerava un portatore di ideali nazionali che avrebbero ispirato in maniera ambigua sia i repubblicani che i fascisti, ma d'altra parte condivideva la sua critica di una democrazia su basi materialiste.